# Сидарвил (Илиноис)
Сидервил (енгл. Cedarville) град је у америчкој савезној држави Илиноис.

## Демографија
По попису из 2010. године број становника је 741, што је 22 (3,1%) становника више него 2000. године.
| Група             | 2000.       | 2010.       |
| Белци             | 709 (98,6%) | 715 (96,5%) |
| Афроамериканци    | 0 (0,0%)    | 4 (0,5%)    |
| Азијати           | 8 (1,1%)    | 1 (0,1%)    |
| Хиспаноамериканци | 1 (0,1%)    | 11 (1,5%)   |
| Укупно            | 719         | 741         |